# Shinohara Sho
Sho Shinohara (sinh ngày 11 tháng 8 năm 1989) là một cầu thủ bóng đá người Nhật Bản.

## Sự nghiệp câu lạc bộ
Sho Shinohara đã từng chơi cho Sanfrecce Hiroshima.